# Sahab, Iordania
Sahab (în arabă سحاب) este o municipalitate din Iordania situată la 16 kilometeri (9,9 mi)) sud-est de capitală. Este singura localitate din districtul Sahab din guvernoratul Amman. Modernul Sahab a început ca un sat de plantații deținut de beduini la sfârșitul secolului al XIX-lea în timpul dominației otomane. Plantația a fost inițial lucrată de fermierii migranți egipteni care au cumpărat și au stabilit definitiv terenurile în 1894 și au dezvoltat Sahab într-o moșie agricolă. Sahab a devenit propria municipalitate în 1962 și astăzi este un hub industrial dens populat. Este locul celei mai mari zone industriale a țării,  Abdullah al II-lea Ibn Al-Hussein Industrial Estate, și a celui mai mare cimitir din Greater Amman, precum și peșterile din Raqeem menționate în Coran (Surat al-Kahf). Populația din Sahab în 2015 a fost de 169.434 de locuitori.

## Istorie
Începând cu anii 1870, egiptenii mai ales cei din satele estice ale Egiptului au migrat în Transiordania pentru a evita  corvoada la munca pentru săparea Canalului Suez. Inițial, ei au lucrat ca fermieri sezonieri în satele de plantație deținute de beduini care au început să apară în Balqa (Transiordania centrală) în această perioadă. Sahab (pe atunci cunoscut sub numele de Sahab wa Salbud) a fost unul dintre cele nouă sate de plantație ale beduinilor, care au fost înscrise în kaza (district) din Salt, Iordania| într-un document administrativ otoman din 1883. În cele din urmă, familiile egiptene s-au stabilit definitiv și s-au recăsătorit cu locuitorii din zonă. În 1894, trei dintre clanurile egiptene, Zyood, Maharmah și Taharwah, au cumpărat câmpurile din jurul khirba (sat ruinat sau abandonat) din Sahab și au transformat situl într-o importantă proprietate agricolă. Populația din Sahab era de 549 de locuitori recensământul otoman din 1915. Clanurile din Sahab, cunoscute colectiv sub numele de "Masarwat Sahab" (egiptenii din Sahab), au devenit în cele din urmă pe deplin integrate în societatea iordaniană și din anii 1950 au câștigat influență electorală prin numărul lor. În anii 2000 sau înainte, un reprezentant al comunității a câștigat un loc în parlamentul țării.
În 1961 populația orașului Sahab era de 2.580 de locuitori.
Sahab a făcut parte din limitele orașului Amman, dar a devenit municipiu propriu în 1962. Acesta servește ca piață pentru satele din estul guvernoratului Amman. Populația sa în 1994 era de aproximativ 20.000, ajungând la peste 43.000 în 2004. La recensământul din 2015, Sahab avea o populație de peste 169.000 de locuitori, dintre care 76.000 erau cetățeni iordanieni, 40.000 erau refugiați sirieni, 20.000 erau muncitori migranți din Asia de Sud-Est și 15.000 erau lucrători expatriați egipteni.
În 1984 Abdullah II Ibn Al-Hussein Industrial Estate (AIE) a fost înființată în Sahab. Este cel mai mare oraș industrial din Iordania, acoperind 253 de hectare, găzduind 457 de industrii și având 15.675 de angajați. Sahab conține cel mai mare cimitir din Ammanul mare. Orașul a devenit cunoscut în Iordania în principal ca un centru industrial, precum și pentru suprapopularea și poluarea sa, determinând o inițiativă din 2016 a primarului său Abbas Maharmeh, ales în 2013, de a înfrumuseța și dezvolta orașul într-o destinație turistică. Inițiativa prevede unsprezece proiecte, printre care trecerea la energia solară pentru nevoile de energie electrică, înființarea unui muzeu, crearea de spații verzi, vopsirea clădirilor orașului și ridicarea unei porți arabesque la intrarea în oraș.